# Calvin Murphy
Calvin Jerome Murphy (Norwalk, 9 maggio 1948) è un ex cestista e allenatore di pallacanestro statunitense, professionista nella NBA.

## Carriera
Venne selezionato dai San Diego Rockets al secondo giro del Draft NBA 1970 (18ª scelta assoluta).

## Statistiche
| * | Primo nella lega |

### NBA

#### Regular Season
| Anno      | Squadra           | PG    | PT | MP   | TC%  | 3P%  | TL%   | RP  | AP  | PRP | SP  | PP   |
| --------- | ----------------- | ----- | -- | ---- | ---- | ---- | ----- | --- | --- | --- | --- | ---- |
| 1970-1971 | San Diego Rockets | 82    | -  | 24,6 | 45,8 | -    | 82,0  | 3,0 | 4,0 | -   | -   | 15,8 |
| 1971-1972 | Houston Rockets   | 82    | -  | 31,0 | 45,5 | -    | 89,0  | 3,1 | 4,8 | -   | -   | 18,2 |
| 1972-1973 | Houston Rockets   | 77    | -  | 22,0 | 46,5 | -    | 88,8  | 1,9 | 3,4 | -   | -   | 13,0 |
| 1973-1974 | Houston Rockets   | 81    | -  | 36,1 | 52,2 | -    | 86,8  | 2,3 | 7,4 | 1,9 | 0,0 | 20,4 |
| 1974-1975 | Houston Rockets   | 78    | -  | 32,2 | 48,4 | -    | 88,3  | 2,2 | 4,9 | 1,6 | 0,1 | 18,7 |
| 1975-1976 | Houston Rockets   | 82    | 82 | 36,5 | 49,3 | -    | 90,7  | 2,5 | 7,3 | 1,8 | 0,1 | 21,0 |
| 1976-1977 | Houston Rockets   | 82    | -  | 33,7 | 49,0 | -    | 88,6  | 2,1 | 4,7 | 1,8 | 0,1 | 17,9 |
| 1977-1978 | Houston Rockets   | 76    | -  | 38,2 | 49,1 | -    | 91,8  | 2,2 | 3,4 | 1,5 | 0,0 | 25,6 |
| 1978-1979 | Houston Rockets   | 82*   | -  | 35,9 | 49,6 | -    | 92,8  | 2,1 | 4,3 | 1,4 | 0,1 | 20,2 |
| 1979-1980 | Houston Rockets   | 76    | -  | 35,2 | 49,3 | 4,0  | 89,7  | 2,0 | 3,9 | 1,9 | 0,1 | 20,0 |
| 1980-1981 | Houston Rockets   | 76    | -  | 26,5 | 49,2 | 23,5 | 95,8* | 1,1 | 2,9 | 1,5 | 0,1 | 16,7 |
| 1981-1982 | Houston Rockets   | 64    | 0  | 18,8 | 42,7 | 6,3  | 90,9  | 1,0 | 2,5 | 0,7 | 0,0 | 10,2 |
| 1982-1983 | Houston Rockets   | 64    | 0  | 22,2 | 44,7 | 28,6 | 92,0* | 1,2 | 2,5 | 0,9 | 0,1 | 12,8 |
| Carriera  | Carriera          | 1.002 | 82 | 30,5 | 48,2 | -    | 89,2  | 2,1 | 4,4 | 1,5 | 0,1 | 17,9 |

#### Playoffs
| Anno     | Squadra         | PG | PT | MP   | TC%  | 3P%  | TL%  | RP  | AP  | PRP | SP  | PP   |
| -------- | --------------- | -- | -- | ---- | ---- | ---- | ---- | --- | --- | --- | --- | ---- |
| 1975     | Houston Rockets | 8  | -  | 38,1 | 46,2 | -    | 89,5 | 2,4 | 5,6 | 1,8 | 0,1 | 24,4 |
| 1977     | Houston Rockets | 12 | -  | 35,0 | 47,9 | -    | 93,3 | 1,6 | 6,3 | 1,6 | 0,2 | 19,3 |
| 1979     | Houston Rockets | 2  | -  | 36,5 | 29,0 | -    | 88,9 | 1,5 | 3,0 | 4,0 | 0,5 | 13,0 |
| 1980     | Houston Rockets | 7  | -  | 37,9 | 53,7 | 50,0 | 100* | 1,4 | 3,7 | 1,6 | 0,0 | 18,7 |
| 1981     | Houston Rockets | 19 | -  | 28,4 | 49,5 | 28,6 | 96,7 | 1,3 | 3,0 | 1,4 | 0,0 | 18,1 |
| 1982     | Houston Rockets | 3  | -  | 19,0 | 22,7 | 0,0  | 87,5 | 1,0 | 1,3 | 0,3 | 0,0 | 5,7  |
| Carriera | Carriera        | 51 | -  | 32,5 | 47,5 | -    | 93,2 | 1,5 | 4,2 | 1,5 | 0,1 | 18,5 |

## Palmarès
- 2 volte NCAA AP All-America First Team (1969, 1970)
- NCAA AP All-America Second Team (1968)
- NBA All-Rookie First Team (1971)
- NBA All-Star (1979)
- 2 volte miglior tiratore di liberi NBA (1981, 1983)